# Utrecht Buiten
Utrecht Buiten is een Nederlands televisieprogramma van Regio TV Utrecht over de geschiedenis van het erfgoed van de provincie Utrecht. Het wordt gepresenteerd door Annebelle Schneemann.
Onderwerpen die uitgelicht zijn, zijn onder andere
- Nieuwe Hollandse Waterlinie
- Ontstaansgeschiedenis van De Ronde Venen
- Romeinse restanten van de oude noordgrens van het Romeinse Rijk
- Veeteelt in de oude Lopikerwaard